# Iba (geslacht)
Iba is een geslacht van halfvleugeligen uit de familie Clastopteridae. De wetenschappelijke naam van dit geslacht is voor het eerst geldig gepubliceerd in 1920 door Schmidt.

## Soorten
Het geslacht Iba omvat de volgende soorten:
- Iba bakeri (Lallemand, 1922)
- Iba cuneata Schmidt, 1920